# 2013년 상하이 국제 영화제
제16회 상하이 국제 영화제는 2013년 6월 15일에 열린 시상식이다.

## 수상 및 후보

### 금잔작품상
- 더 메이저 - 유리 비코프 수상

### 금잔감독상
- 더 메이저 - 유리 비코프 수상

### 금잔각본상
- 릴라이언스 - Angus MacLachlan 수상

### 금잔촬영상
- 릴라이언스 - Paul Blomgren 외 1명 수상

### 금잔음악상
- 더 메이저 - 유리 비코프 수상

### 금잔남우주연상
- 격전 - 장가휘 수상

### 금잔여우주연상
- 격전 - 리신챠오 수상

### 심사위원대상
- 릴라이언스 - 윌리엄 올슨 수상

### 아시아신인상
- 더 브라이트 데이 - 모히트 타칼카
- THE COMING TWILIGHT - Ali Sedaghat Karimi
- 남자사용설명서 - 이원석
- 이노센트 - 웡 첸시
- OBJECTS IN MIRROR ARE CLOSER THAN THEY APPEAR - Narges Abyar
- SLEEP IN THE WIND - Liu Zhaodong
- 스텝핑 온 더 플라잉 글래스 - 유진 팬지
- SUNLIGHT AT FINGERTIPS - Huang He
- 연애의 온도 - 노덕
- 초련미만 - 류연

### 아시아신인작품상
- 연애의 온도 - 노덕 수상

### 아시아신인감독상
- 이노센트 - 웡 첸시 수상

### 아시아신인심사위원상
- 초련미만 - 류연 수상